# Сенотаїніоз
Сенотаїніоз - інвазійна хвороба бджіл, яка викликає їхню загибель та послаблення бджолиних сімей.

## Збудник
Збудником є личинки мухи сенотаїнії трікуспіс, які паразитують у грудній порожнині льотних бджіл. Мухи сіро-попелястого кольору, довжиною 6-9 мм, з білою головою. Нападають на льотних бджіл з дахів вулика, скупчуючись на них в теплу погоду. Самці й молоді самки цієї мухи живуть поза пасікою; дорослі самки – на пасіці.
Самки наздоганяють бджіл і заражають їх своїми личинками. Вони проникають у грудну порожнину, там розвиваються і згодом бджола гине. У зараженій бджолі можуть знаходитися від 2 до 6 личинок. Вийшовши із загиблої бджоли, личинки зариваються в ґрунт і протягом 1-3 днів перетворюються на лялечку.

## Розповсюдження
Захворювання проявляється з червня до вересня.

## Ознаки
Розпізнають сенотаїноз по скупченню на дахах вуликів мух-сенотаїній і виявленню личинок у грудній порожнині бджіл.

## Заходи боротьби
Мух знищують обробкою листів жерсті чи скла розміром 50×50 см, розміщених на дахах вуликів, 0,05% - ною вазеліновою емульсією ціодрину в кількості 5-6 г. Обробку повторюють через 15 діб або посередині листа ставлять склянку з 30-50 мл антрактанту, виготовленого з 50 г сухих квітів ромашки ( на 1 л кип’ятку додають 50 г цукру і 2-3 г дріжджів).